# Edmond Azemi
Edmond Azemi (ur. 10 sierpnia 1980 w Doboju) – kosowski koszykarz pochodzenia chorwackiego, były kapitan Sigalu Prisztina. W 2011 roku należał do reprezentacji Kosowa.

## Życie prywatne
27 września 2010 roku wziął w Prisztinie ślub z Elmą Ibro. 16 listopada 2015 roku małżeństwu urodził się syn.